# Bus Station Zürich

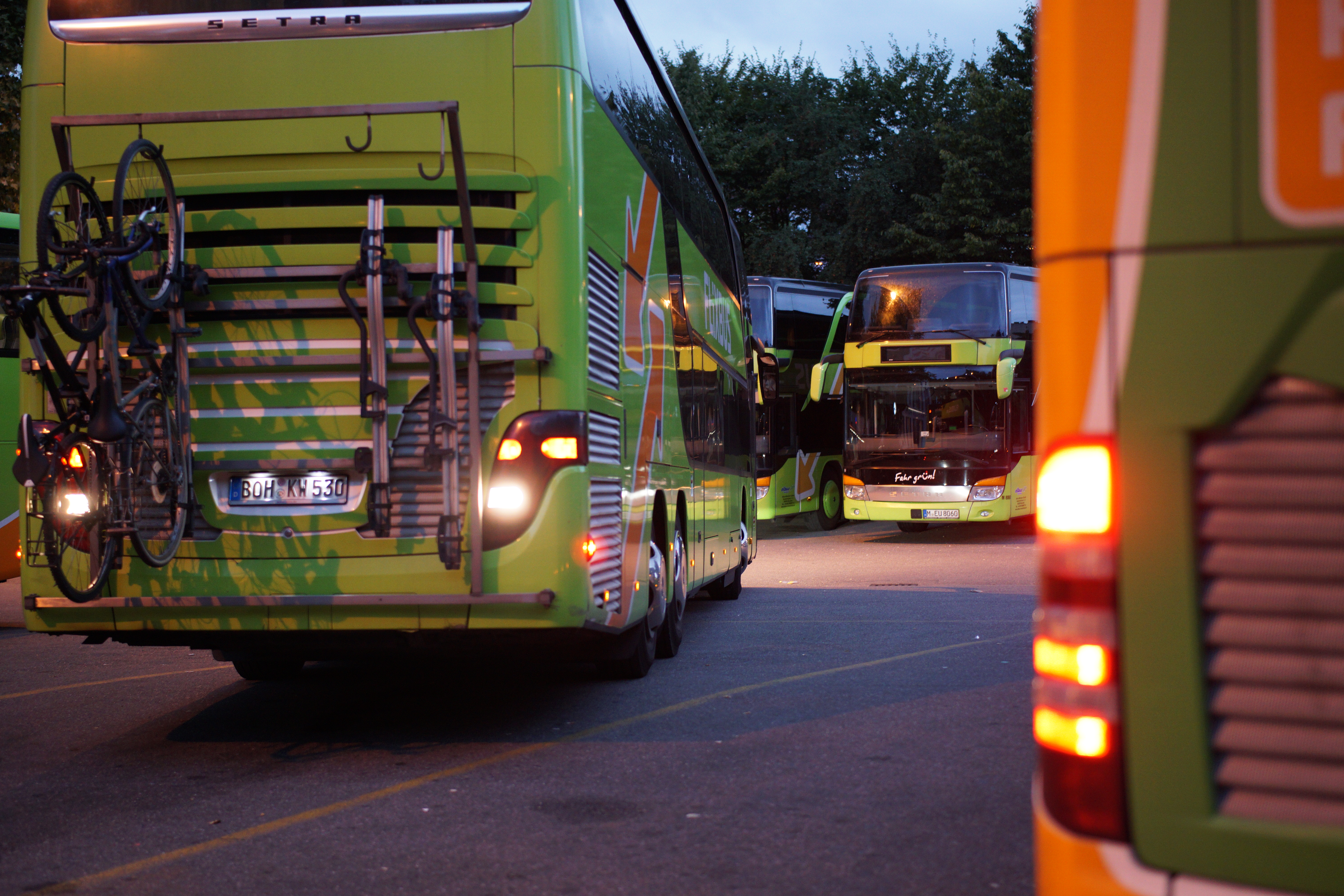
Busse von Flixbus auf dem Carparkplatz Sihlquai

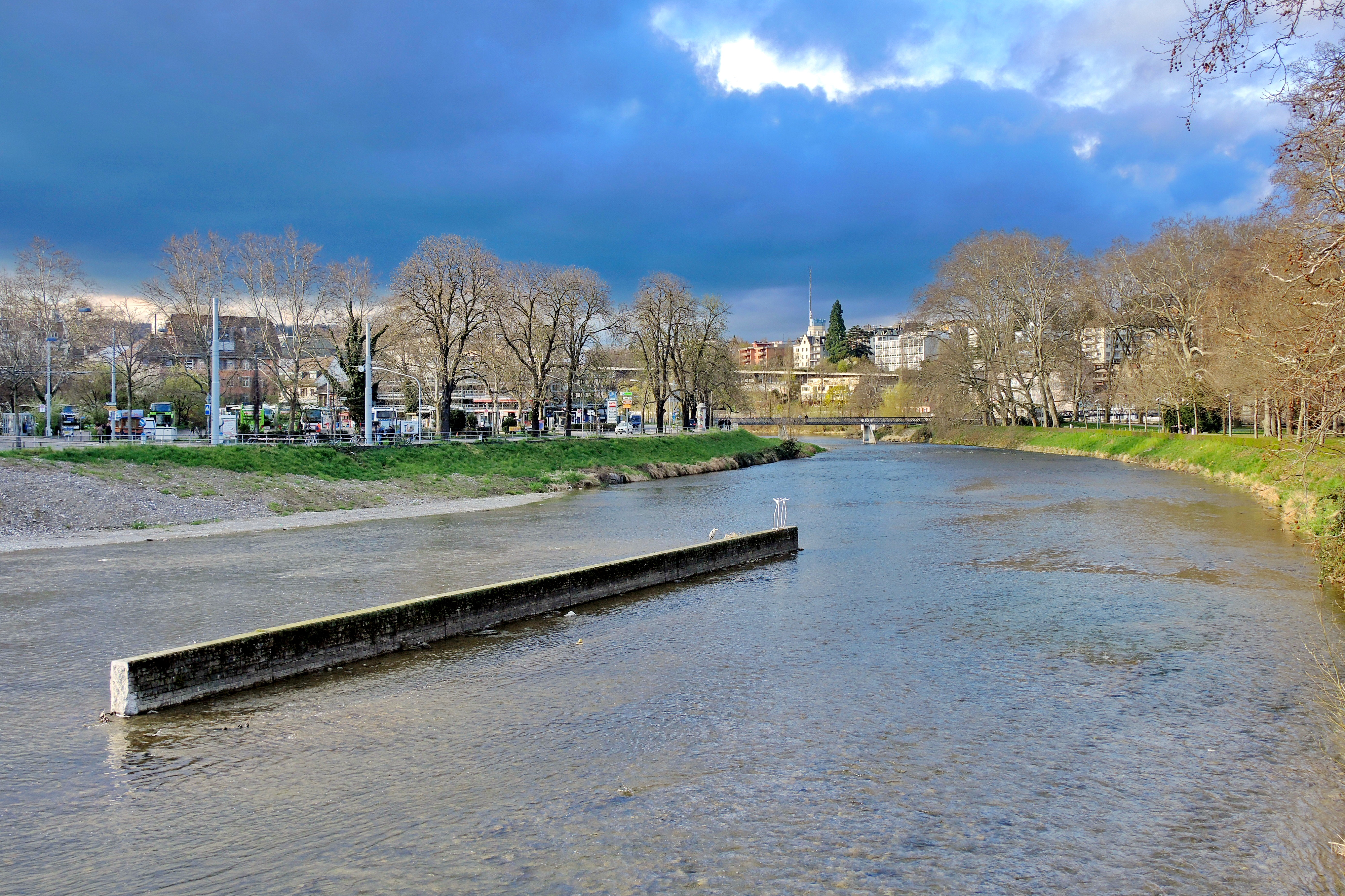
Am linken Ufer der Sihl: Carpark Sihlquai

Die Bus Station Zürich, bis zur Umbenennung 2017 Carparkplatz Sihlquai, ist ein zentraler Halteplatz für Fernbusse und Reisecars in Zürich. Er befindet sich nördlich des Hauptbahnhofs und westlich des Schweizerischen Landesmuseums am Sihlquai. Der Parkplatz liegt in kurzer Gehdistanz vom Hauptbahnhof. Zudem wird die in der Nähe liegende Tramhaltestelle Sihlquai/HB von den Linien 4, 13 und 17 der Verkehrsbetriebe Zürich bedient.

## Standort
Die Bus Station Zürich gilt als einer der grössten Linienbus-Hubs in der Schweiz und ist im Eigentum der Stadt Zürich. Nachdem Anfang des 21. Jahrhunderts noch über eine Standortverlegung diskutiert worden war, sollte der Platz mit Stand 2017 für weitere zehn Jahre provisorisch genutzt werden. Aktuell verfügt der Parkplatz über etwa 40 gebührenpflichtige Stellplätze. Betreiberin ist die Parking Zürich AG.
Ende der 2010er Jahre gab es Diskussionen darüber, ob an diesem Standort Wohn- oder Geschäftsbauten entstehen sollen, oder ob sogar ein Kongresszentrum gebaut werden solle. Im September 2019 fiel der Entscheid zugunsten einer weiteren Verbesserung der Bus-Station, diese soll für die nächsten fünfzehn Jahre erhalten bleiben. Bei der Bus-Station handle es sich um einen der letzten noch nicht überbauten Plätze in der Zürcher Innenstadt, und die Stadt Zürich sei in Sachen Kongress-Hallen ohnehin genug gut aufgestellt (Wiedereröffnung des Kongresshauses am See 2021, «The Circle» am Flughafen Zürich), so der Stadtrat von Zürich.

## Tourismus und Buslinien
Das Unternehmen Best of Switzerland Tours in Adliswil, das Sightseeing-Gruppenreisen anbietet, beansprucht einen Teil der Anlage. Expressbus und Eurolines bedienen insbesondere regelmässige Linien nach Osteuropa und Italien. Das deutsche Unternehmen FlixBus bedient von Zürich aus Ziele vor allem in den Nachbarländern, Benelux- und osteuropäischen Staaten. Flixbus bietet bis zu sieben tägliche Direktverbindungen zum Flughafen Basel-Mülhausen an, ein wichtiger Standort der Billigfluggesellschaft EasyJet.

## Historisches
Der Carparkplatz war im Zentrum der Jugendunruhen in der Schweiz: Das ehemalige AJZ (Autonome Jugendzentrum) stand hier.